# آندرس گاسوتی
آندرس گاسوتی (انگلیسی: Andrés Gazzotti; ۵ مهٔ ۱۸۹۶ – ۱ ژانویهٔ ۱۹۸۴) چوگان‌باز اهل آرژانتین بود. او در دههٔ ۱۹۲۰ و ۱۹۳۰ میلادی در تیم ملی چوگان آرژانتین بازی کرد و به عنوان یکی از بهترین بازیکنان این رشته در تاریخ آرژانتین شناخته می‌شود. وی در تاریخ ۱ ژانویهٔ ۱۹۸۴ در بوئنوس آیرس درگذشت.